# Арно Шікеданц
Арно Шікеданц (нім. Arno Schickedanz; 15 грудня (27 грудня) 1892, Рига — наприкінці квітня 1945, Берлін) — німецький партійний діяч, дипломат, урядовець доби націонал-соціалізму, начальник штабу зовнішньополітичного управління НСДАП. Пропонувався на посаду райхскомісара України, пізніше затверджений на посаді керівника планованого райхскомісаріату Кавказ.

## Життєпис
Народився в Ризі (тоді — Російська імперія). Походив із балтійських німців. У своєму рідному місті познайомився з Альфредом Розенбергом, який виріс в естонському місті Ревель, а з 1910 року навчався в Ризькій політехніці. У літературі Розенберг зокрема називає Шікеданца «шкільним другом» і «корбратом». Згадка як про шкільного друга зумовлена спільним навчанням у Ризькій політехніці, а «корбрат» походить від заснованої 1875 року студентської корпорації (кор) «Рубонія», членами якої Розенберг і Шікеданц стали одного й того самого дня, 2 березня 1911 року. В силу такої рано виниклої дружби Шікеданц залишався одним із небагатьох нерозлучних друзів Розенберга. Зв'язок з Розенбергом мав визначальний характер і відтоді справляв вирішальний вплив на все його життя.
Разом із Розенбергом, як засвідчує Album Rubonorum, він із літа 1915 року продовжив навчання у Москві, здобувши там у січні 1918 року фах хіміка. Тим самим особисто зіткнувся з правлінням більшовиків. Восени 1918 року записався добровольцем у німецький кавалерійський полк і таким чином узяв участь як вояк кайзерівської армії у Першій світовій війні. Перед кінцем війни в 1918 році Шікеданц працював спільно з Ервіном фон Шойбнером-Ріхтером, Отто фон Курзелем і Максом Гільдебертом Бемом на німецьких окупантів у Ризі у відділі преси при Головному командуванні 8-ї армії (Обер Ост VIII). Отто фон Курзель, із яким Шікеданц до того часу співпрацював, був першим поряд із Ернстом Фрідріхом Тоде, кого відвідав Розенберг після переїзду в Мюнхен наприкінці 1918 року. 1919 року він вступив у Балтійський ландесвер, який у травні 1919 року відвоював окуповану більшовиками Ригу.
На початку двадцятих років Шікеданц працював у заснованій Максом фон Шойбнером-Ріхтером організації «Відродження» (нім. Wirtschaftliche Aufbau-Vereinigung), де він із фон Шойбнером-Ріхтером і Біскупським займався поточними справами. Водночас Шікеданц був заступником директора та особистим секретарем віцепрезидента організації Біскупського. Спільно з останнім він домовився з російським спадкоємцем престолу, великим князем Кирилом Володимировичем Романовим, що генерал Людендорф міг би використати гроші в розмірі 500 000 золотих марок на просування спільної національної німецько-російської справи.
Шікеданц також підтримував фон Шойбнера-Ріхтера щодо видання тижневика «Економічно-політична кореспонденція „Відродження“ зі східних питань та їхнього значення для Німеччини» (нім. Wirtschaftspolitische Aufbau-Korrespondenz über Ostfragen und ihre Bedeutung für Deutschland). З 1923 по 1933 рік Шікеданц був керівником берлінського бюро антисемітської щоденної газети Völkischer Beobachter. За свою участь у гітлерівському путчі Шікеданц був пізніше зарахований до «старих бійців» і отримав так званий «орден крові».
1927 року Шікеданц опублікував нібито гностичний і апокаліптичний, а також радикально антисемітський твір «Єврейство — антираса», а 1928 року його змістове продовження «Соціал-паразитизм у житті народів», де зобразив євреїв як «расу» паразитів і шкідників. На останню публікацію потім відверто посилався Розенберг, перейнявши поняття та ідею паразитичної «антираси» в його вперше виданому 1930 року «Міфі XX століття».
У нацистській Німеччині Шікеданц перебував на керівних посадах як у зовнішньополітичному управлінні НСДАП (APA), так і у міністерстві окупованих східних територій (RMfdbO). На чолі цих обох нацистських відомств стояв партійний ідеолог Альфред Розенберг. Важливість Шікеданца полягала в його ролі ідейного натхненника антисемітизму в усіх органах Розенберга. Йому приписується першість у створенні терміну «антираса» (нім. Gegenrasse). Йому також належить ключова роль у розбудові зовнішньополітичного управління.
26 грудня 1934 року Розенберг висловив свою зацікавленість у налагодженні зв'язків із королем Румунії Каролем II, при цьому хотів, щоб ці зв'язки встановив Шікеданц. Того дня Розенберг записав у своєму щоденнику: «Наближається Різдво, я повинен відправити Лекку з кількома втішними словами після майже 3 тижнів перебування назад у Бухарест. Надіюся, в січні вдасться відновити обірвані ниточки. Зв'язки Румунії з Н.[імеччиною] справді варті зусиль. Шікеданц мав би тут поговорити з королем наодинці, щоб підготувати договір про дружбу, з „нашим“ посланництвом можливо все».
15 червня 1939 року Шікеданц на посаді керівника управління «Схід» в APA надіслав голові райхсканцелярії Гансу Генріху Ламмерсу свою розробку східноєвропейських питань. На тлі ідеології германізації APA він виступав проти пакту Гітлера-Сталіна, оскільки той обмежував би можливості розширення «німецького життєвого простору». Адже, як ідеться в доповіді, особливо з огляду на українців і білорусів, для майбутнього облаштування східного простору «політико-психологічна обробка населення цих земель, з одного боку, служить полегшенню суто військових дій, а з другого боку, можливому подальшому використанню окремих національностей у німецьких інтересах». Тут Шікеданц уперше сформулював ідею APA про те, що Німеччина повинна єднатися проти Росії з неросійськими народами всередині та за межами Радянського Союзу. Вже в тому самому році Шікеданц подав заявку на посаду у зовнішньополітичний відділ райхсканцелярії, та все ж його прохання було відхилено. А Розенберг 25 серпня 1939 року у своєму щоденнику відзначив: «У мене є відчуття, що цей московський пакт коли-небудь помститься націонал-соціалізму. […] Як ми можемо ще говорити про порятунок і облаштування Європи, коли нам доводиться просити допомоги у руйнівника Європи?».
Не пізніше, ніж у вересні 1939 року послабився зв'язок між APA та Лондоном. Розенберг писав 24 вересня 1939 року: «Вчора ось прийшов з Монтре папірець брит.[анського] радника англ.[ійського] міністерства авіації. Він просить, щоб приїхав Шікеданц. Тож він дотримав свого слова, (тоненька) ниточка до Лондона все ще тримається. Завтра доповісти фюреру та Г.[ерінгу]. Мені цікаво, чого панове з Лондона очікують від нас у вигляді можливої основи для миру».
У квітні 1940 року Розенберг утілив свій намір працевлаштувати Шікеданца в райхсканцелярії як зв'язкового APA. 13 квітня 1940 року він записав у своєму щоденнику: «Оскільки Р.[айхс]-комісаріат Норвегії підзвітний Р.[айхс]-канцелярії, Шікеданц провів перемовини з Ламмерсом, який призначив його уповноваженим Р.[айхс]-канцелярії. Тепер через його руки проходить усе листування з Норвегією (включаючи МЗС)».
Після того, як у 1941 році було створено Імперське міністерство з питань окупованих східних територій (RMfdbO), Шікеданц там теж обійняв посаду начальника штабу у головному управлінні II зі східних і кадрових питань. Спочатку Шікеданца Розенберг просував на «райхскомісара» України. Одначе з пам'ятної записки Розенберга випливає, що він зрештою визначився щодо України на користь Еріха Коха. Натомість Шікеданц дістав посаду «райхскомісара» або верховного «цивільного управителя» райхскомісаріату «Кавказ» з осідком у Тбілісі. Проте цей райхскомісаріат під час часткової окупації кавказьких земель групою армій «Південь» залишався під військовою адміністрацією, тому Шікеданц не зміг відіграти тут політичної ролі. Пов'язана з цим «місія» Шікеданца і дипломата Отто Бройтігама провалилася.
2 квітня 1941 року, незадовго до нападу вермахту на Радянський Союз, Шікеданц склав пам'ятну записку, у якій писав, що «вслід за військовими діями з нашого боку дуже скоро прийде військовий розвал СРСР». Крім того, Шікеданц писав у цьому меморандумі, що «московитську Росію слід створити як зону депортації небажаних елементів населення у великих масштабах» і що «більшовицько-єврейську державну адміністрацію» необхідно ліквідувати шляхом «повного знищення». Предметом цієї його записки була і Білорусь як «другий за величиною резервуар євреїв у СРСР», а також балтійські держави, куди б довелося вивезти як більшу частину «інтелектуальних прошарків», так і «расово меншовартісних», щоб «найбільш придатні за расою» могли там асимілюватися.
1942 року, крім діяльності в APA і RMfdbO, Шікеданц був також «райхсамтсляйтером» у «Канцелярії генерал-губернатора Кракова», тобто заступником у канцелярії Ганса Франка. 1943 року Шікеданц був найбажанішим кандидатом Розенберга на зміну вбитого генерального комісара Білорусі Вільгельма Кубе, та через опір групенфюрера СС Курта фон Готберга висуванцю Розенберга стати наступником Кубе не вдалося.
У 1943—1944 роках він був начальником штабу райхскомісара окупованих східних територій Норвегії Йозефа Тербофена.
Незадовго до кінця війни Шікеданц, щоб уникнути відповідальності, скоїв самогубство. За словами Розенберга, він застрелив у Берліні свою дружину, свою восьмирічну дочку і себе.